# Silfvercrona
Silfvercrona, var en svensk adelsätt, stamfadern var Peter Silfvercrona Spiring som adlades av drottning Kristina år 1636 och ätten introducerades 1638 på nr 252, Peters styvson Johan Filip Silfvercrona (född van Bommert) adlades 1642 och adopterades som hans systrar, han fick en dotter som gifte sig 
Johan Filip Silfvercrona avled 72 år gammal den 12 februari 1702 i Stockholm och slöt ättegrenen Silfvercrona.